# معبد دندور

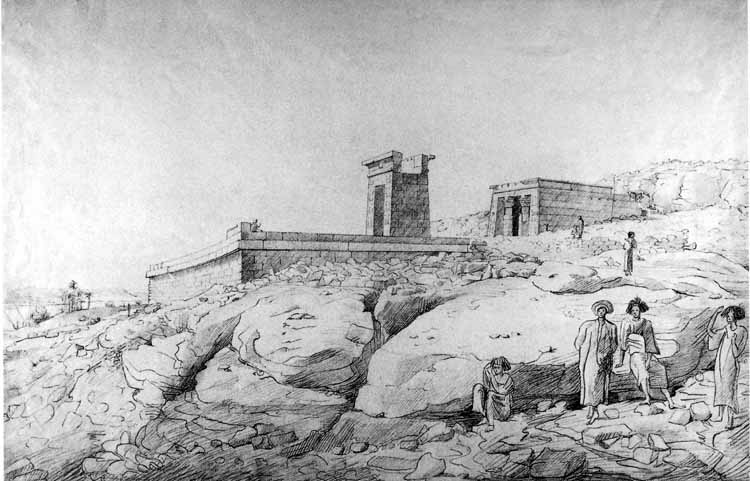
معبد دندور بالنوبة رسم هنرى سولت

هو معبد مصري قديم من العصر الروماني كان موجودا بالنوبة المصرية ويوجد الآن في متحف المتروبوليتان بنيويورك منذ عام 1978م

## وصف المعبد
كان معبد دندور يقع على الشاطئ الغربي وعلى بُعد حوالي 20 كم جنوب كلابشة وحوالي 77 كم إلى الجنوب من أسوان أمام قرية دندور، وقد شيد المعبد الحالي في عهد القيصر أغسطس علي أنقاض معبد قديم يعود لعصر الاسرة ال 26، كان مخصص لعبادة ايزيس ربة فيلة بالإضافة إلى بطلين من أهل المدينة هما باتسي (والذي يعنى اسمه عطية إيزيس)، وباحور (والذي يعنى اسمه عبد حورس)، وقد تم تأليه هذين البطلين بعدما غرقا في النيل.
المعبد الحالي أعاد بنائه أغسطس بعدما أرسل حملات تأديبية للنوبة بقيادة الجنرال الروماني Petronius، وذلك من أجل إنشاء منطقة عازلة علي حدود الإمبراطورية الرومانية انذاك، وبعد تأمين هذه المنطقة أقام الرومان العديد من المعابد بأسم أغسطس لربط الديانة المحلية بعبادة الإمبراطور.
تم تحويل المعبد الي كنيسة في القرن ميلادي علي يد ملك نوبي.
وقد شيد المعبد من الحجر الرملى، يتقدم المعبد رصيف طويل يطل علي النيل، وكان المعبد في الاصل محاط بسور من الطوب اللبن، في وسط الجدار بوابة ضخمة، مقياس 25 متر من البوابة الأمامية إلى الخلف، وثمانية أمتار من أعلى نقطة حتى أدنى نقطة به، وغرفة الهيكل المطلة على النيل 30 متر عرضا، وتوجد حوائط تحيط المعبد من البوابة الثانية لتفصل الهيكل عن مياه النيل، واجهة المعبد مكونة من عمودين يعلوهما تيجان نباتية مركبة، والاعمدة متصلة بالجدران الجانبية عن طريق ستائر جدارية، واجهة المعبد تؤدي الي الصالة الاولي pronaos، علي واجهة هذه الحجرة تتكرر مشاهد للأمبراطور يقدم القرابين، وتتكرر نفس المشاهد مع بعض الاختلافات علي الجدران الداخلية للصالة، وفي الجانب الجنوبي من هذه الغرفة يوجد مدخل تمت اضافته في القرن السادس الميلادي بعدما تحول المعبد الي كنيسة، وبينمت يتم نحت الباب قام العاملون بأزالة جزء من نقش يمثل الربة ايزيس، وكان تأثير الربة ايزيس مازال كبيرا علي اهالي تلك المنطقة، مما أدي الي قيام المسيحيين بترميم الجزء الذي تم ازالته من الجدار، كما يوجد علي هذا المدخل أيضا نقش قبطي طويل يشير الي تحويل المعبد الي كنيسة علي يد الملك النوبي ايزيانوحي، ويوجد نقوش علي نفس البوابة من الداخل تمثل قرص الشمس المجنح يعلوه جعران مجنح ممسك بالشمس، ويحيط بالمدخل ثعباني كوبرا، علي اليمين كوبرا ترتدي التاج الاحمر الذي يمثل مصر السفلي، وعلي اليسار كوبرا ترتدي التاج الابيض الذي يمثل مصر العليا، ويلتف كل ثعبان علي ساق نبات البردي، كما يظهر علي يمين المدخل ايزيس ترتدي رداء ضيق وترتدي التاج الحتحوري المكون من قرني الثور بينهما قرص الشمس، وفوقه العرش - العرش في الهيروغليفية هو الرمزالدال علي اسم ايزيس - كما ترتدي غطاء رأس علي نسر.
يأتي بعد ذلك ال antechamber وهي صالة تتقدم قدس الاقداس وجدران هذه الصالة لا يوجد عليها نقوش ماعدا رسم لياب وهمي عليه نقوش لأشخاص تبين البطلين يتعبدان للألهة ايزيس.
يأتي بعد ذلك حجرة قدس الاقداس بها قاعدة كان يوضع عليها الزورق المقدس المستخدم في الاحتقالات الدينية، هذه القاعدة كانت مجوفة من الخلف حيث كانت تستخدم لأخفاء الكاهن بينما يتكلم بأسم الاله،
كما يوجد سرداب في الجدار الخلفي للمعبد يرجع الي زمن إنشاء المعبد.
والمعبد مزين جزئيا بنقوش قاعدة المعبد مزينة بنقش نبات البردي واللوتس التي تنبت من النيل والتي ترمز إلى الأله حابي، وأعلى بوابة المعبد مزينة بقرص الشمس المجنح والذي يرمز إلى الأله حورس، وعلى الحوائط الخارجية يصور الأمبراطور أغسطس كفرعون وهو يقدم العطايا إلى الآلهة إيزيس وأوزوريس وولدهما حورس، ويوجد تصوير مشابه في الغرفة الأولى من المعبد يظهر فيه أغسطس يصلى ويقدم العطايا للآلهه، وتوجد على باب الغرفة الوسطى للمعبد نقوش للبطلين باحور وباديسه وهما يتعبدان للألهه إيزيس وأزوريس.
وخلف المعبد هيكل منحوت في الصخر يرجح وجوده قبل تشييد المعبد ويعتقد انه يرجع للأسرة السادسة والعشرين، وعند انتشار المسيحية تحول الجزء الأوسط من المعبد إلى كنيسة زالت آثارها إلا بعض النقوش القبطية، حيث توجد بعض النصوص التي سجلت فوق جدرانه مكتوبه باللغة القبطية تتحدث عن تحويل هذا المعبد إلى كنيسة ويبدو أنها سجلت حوالى عام 577 ميلادية وأوصى بتسجيلها الملك النوبى اكسيا نومى.

## إهداء المعبد لمتحف المتروبوليتان

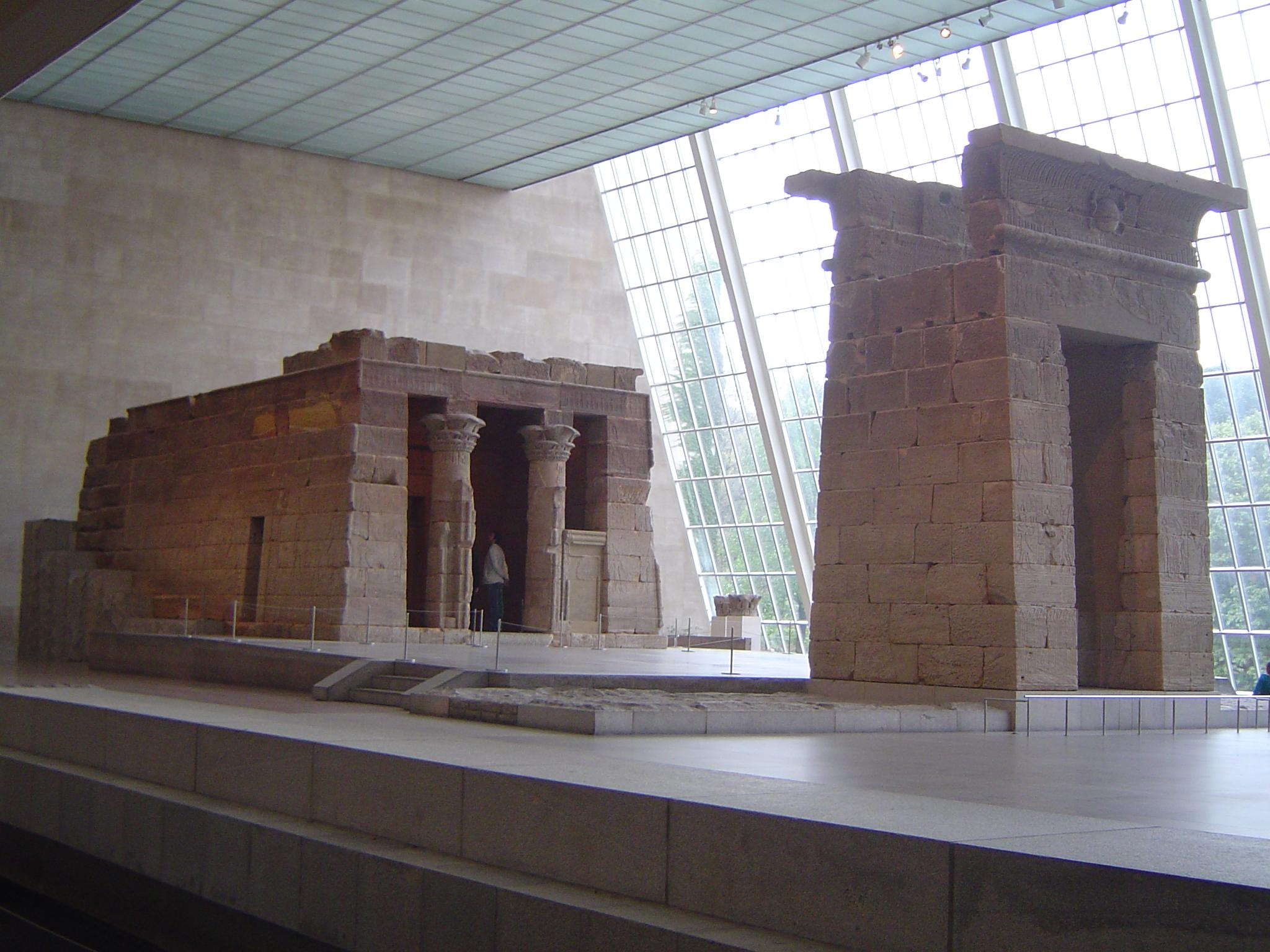
معبد دندور بمتحف المتروبوليتان

تم نقل المعبد من مكانه الأصلى في عام 1963م لإنقاذه من الغرق بعد بناء السد العالي بإسوان، وتقديرا للجهد الذي بذلته الولايات المتحدة الأمريكية في الحفاظ على آثار النوبة من الغرقة تم إهداء معبد دندور إلى الحكومة الأمريكية، وقد قامت الولايات المتحدة بمجهود كبير لنقله حيث كانت حجارة المعبد تزن أكثر من 800 طن وبلغت أكبر قطعة حجرية 6.5 طن، وتم نقله في 661 صندوق بواسطة شركة الشحن الأمريكية إس إس كونكورديا ستار، وفي 27 أبريل عام 1967م تم منحه لمتحف المتروبوليتان والذي قام بإجراء تعديل كبير في المتحف أوائل السبعينيات لتشييد جناح جديد ليشغله معبد دندور الذي بدأ العمل في إعادة بنائه في 15 يونيو 1975 وتم إعادة تركيبه بنفس شكله القديم.

## معرض الصور

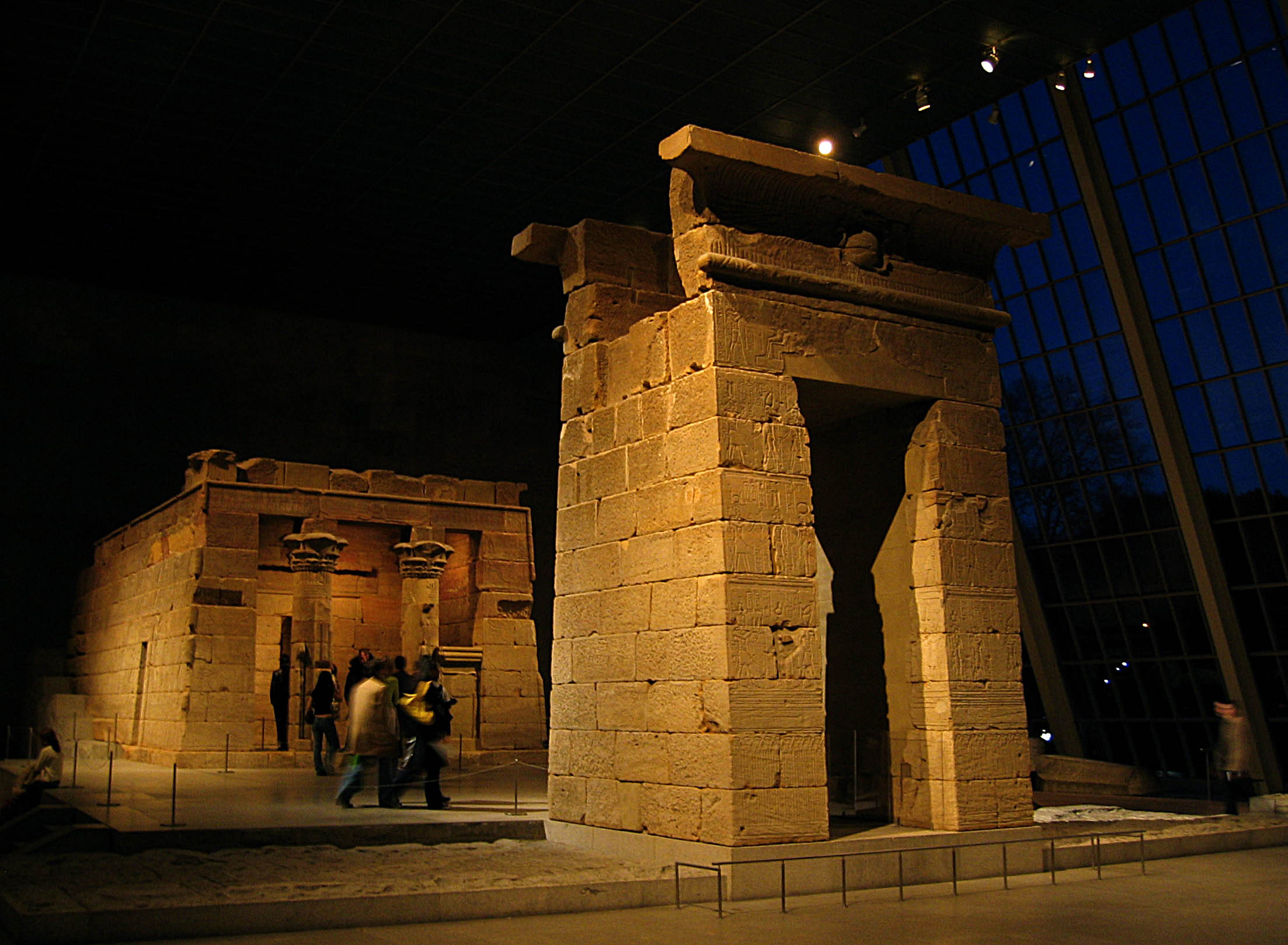
معبد دندور ليلا
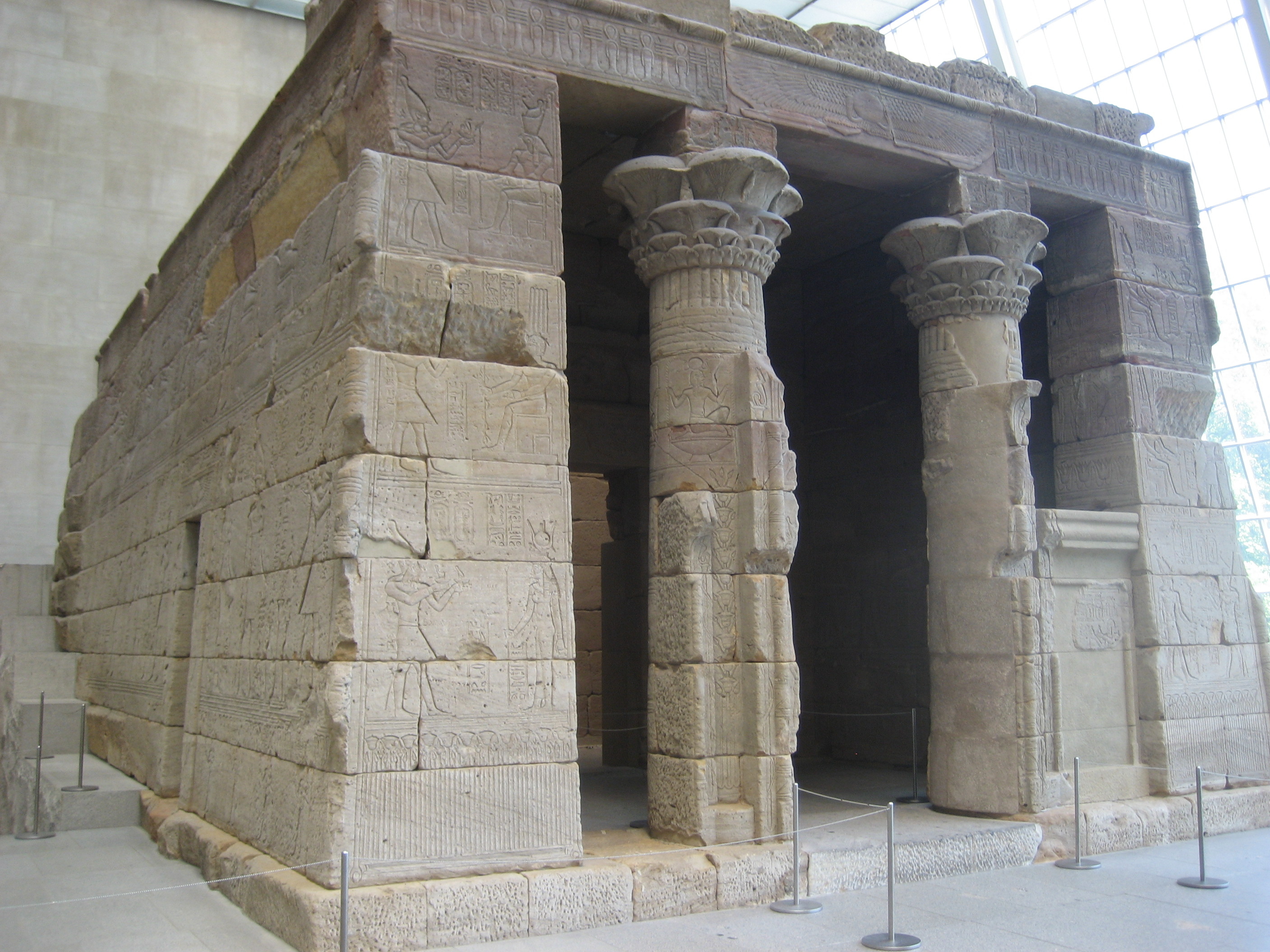
عمدان معبد دندور
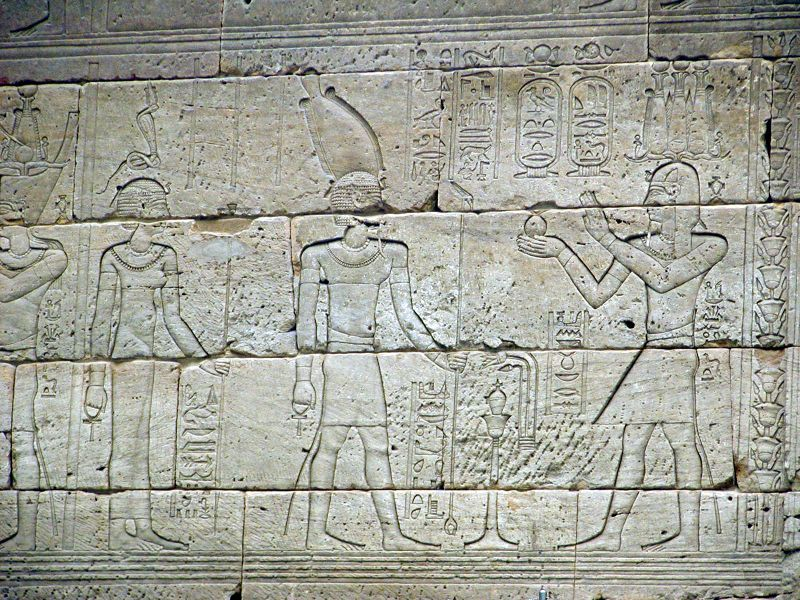
نقوش من معبد دندور